# Bergnicourt
Bergnicourt é uma comuna francesa na região administrativa de Grande Leste, no departamento Ardenas. Estende-se por uma área de 8,2 km². Em 2010 a comuna tinha 287 habitantes (densidade: 35 hab./km²).